# Leopold Mozart
Johann Georg Leopold Mozart (ur. 14 listopada 1719 w Augsburgu, zm. 28 maja 1787 w Salzburgu) – niemiecki skrzypek i kompozytor. Ojciec Wolfganga Amadeusa Mozarta i Marii Anny ‘Nannerl’ Mozart.

## Życiorys
Leopold Mozart urodził się w Augsburgu, w rodzinie rzemieślniczej. Jego rodzicami byli Johann Georg Mozart (1679–1736), z zawodu introligator, i Anna Maria Sulzer (1696–1766). Leopold kształcił się w Augsburgu w gimnazjum i liceum jezuitów, gdzie otrzymał także podstawowe wykształcenie muzyczne. W 1737 przeniósł się do Salzburga, gdzie studiował filozofię na Uniwersytecie Salzburskim – uczelni o europejskiej renomie, zarządzanej przez benedyktynów. Jednakże po dwóch latach zaniedbał naukę i musiał opuścić uczelnię. Otrzymał natomiast pracę jako służący i muzyk (skrzypek) u salzburskiego arystokraty hrabiego Thurn-Valsassina und Taxis. W 1743 rozpoczął pracę jako skrzypek w orkiestrze arcybiskupa salzburskiego Leopolda Antona Firmiana. Awansując powoli w orkiestrze arcybiskupiej, w 1763 osiągnął pozycję wicekapelmistrza; pozycji kapelmistrza jednak nie udało mu się nigdy otrzymać, chociaż dążył do tego przez całe życie.
W 1747 roku, po długim okresie narzeczeństwa (o czym wspominał w jednym z późniejszych listów) ożenił się z pochodzącą z St. Gilgen koło Salzburga Anną Marią Pertl, z którą miał siedmioro dzieci. Pięcioro z nich zmarło w dzieciństwie, pozostała dwójka to córka Maria Anna (czwarte dziecko) i syn, późniejszy słynny kompozytor Wolfgang Amadeus Mozart (siódme dziecko). Oboje przejawiali uzdolnienia muzyczne już we wczesnym dzieciństwie, toteż Leopold Mozart intensywnie uczył oboje gry na klawesynie i śpiewu, a swego syna także gry na skrzypcach i wkrótce kompozycji. Razem z dwójką swoich dzieci Leopold i jego żona odbyli kilka podróży po Europie: najpierw do Wiednia (1762), potem na wielkie tournée przez Niemcy, Francję, Anglię, Holandię i Szwajcarię (1763–1766), a następnie jeszcze raz do Wiednia (1767–1769). W latach 1769–1773 Leopold pojechał z synem do Włoch (trzykrotnie), a w 1773 roku jeszcze raz do Wiednia.
Do obowiązków Leopolda Mozarta na dworze arcybiskupa salzburskiego należało, oprócz gry na skrzypcach w orkiestrze, także nauczanie muzyki. Lekcji muzyki udzielał także prywatnie, co było dodatkowym źródłem jego zarobków. Jako pedagog gry na skrzypcach był znany w całej Europie dzięki podręcznikowi Versuch einer gründlichen Violinschule, opublikowanemu w wydawnictwie Lottera w Augsburgu w 1756, a później przetłumaczonemu także na języki niderlandzki i francuski.
Jako kompozytor Leopold Mozart pisał muzykę wokalną (msze, litanie, ofertoria i inne utwory religijne i świeckie) oraz instrumentalną (symfonie, serenady, koncerty, utwory kameralne i klawesynowe). Wiele jego utworów instrumentalnych ma charakter popularnej muzyki programowej. Większość jego utworów nie była nigdy wydana, a ich rękopisy zaginęły. Szacuje się, że „z ogromnej liczby kompozycji Leopolda Mozarta zachowała się tylko jedna trzecia”. Szczególnie popularne były jego utwory o charakterze programowym: Jagdsinfonie (Polowanie), Musikalische Schlittenfahrt (Muzyczna podróż saniami), Bauernhochzeit (Wiejskie wesele).
Leopold Mozart zmarł w maju 1787 roku w Salzburgu i został pochowany na cmentarzu św. Sebastiana.
W rodzinnym mieście kompozytora, Augsburgu, w 1951 roku powstało Niemieckie Towarzystwo Mozartowskie poświęcone zarówno jemu, ale przede wszystkim jego synowi Wolfgangowi A. Mozartowi.